# IC 623
IC 623 ist eine Spiralgalaxie vom Hubble-Typ Sb im Sternbild Sextant südlich des Himmelsäquators. Sie ist schätzungsweise 287 Millionen Lichtjahre von der Milchstraße entfernt und hat einen Durchmesser von etwa 85.000 Lichtjahren.
Das Objekt wurde am 7. April 1893 vom französischen Astronomen Stéphane Javelle entdeckt.